# 784 a.C.

## Mortes
- Jeroboão II de Israel; segue-se um período de onze anos e seis meses de anarquia em Israel.[1]